# Cholsey

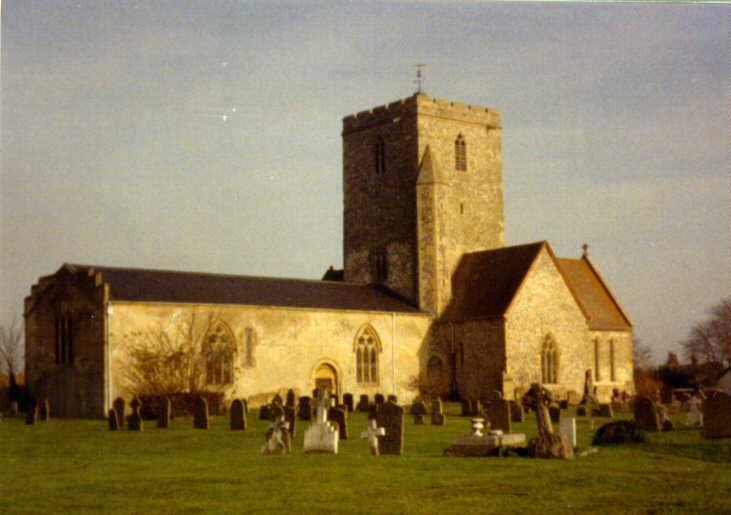
Iglesia parroquial de Santa María, Cholsey Oxfordshire (antes Berkshire): vista desde el suroeste

Cholsey, importante poblado situado en Oxfordshire (anteriormente enmarcado dentro de Berkshire), Inglaterra, a dos millas de Wallingford. Tiene en 2001 una población de 3.380 habitantes.

## Historia
El conocido Icknield Way, ruta prehistórica en el territorio inglés, atraviesa el río Támesis en Cholsey.
El poblado fue fundado originalmente sobre una isla (Isla de Ceol) en un terreno pantanoso cerca del Támesis. Existen evidencias que la familia real de Wessex dominó Cholsey durante el siglo VI y siglo VII.
El convento de monjas real, la Cholsey Abbey, fue fundada en este poblado en 986 por la Reina Aelfrith, en tierras donadas por su hijo, el Rey Etelredo II el Indeciso. El convento fue destruido por invasores vikingos en 1006 cuando acamparon en Cholsey. La mayor parte de sus edificaciones de piedra fueron erigidas en el siglo XII. La tumba de la novelista Agatha Christie se encuentra en terrenos de la Iglesia St. Mary.
En el siglo XIII fue construido en Cholsey un granero, considerado la mayor edificación aislada de su tiempo, con 51 pies de altura. El granero fue demolido en 1815.

## Educación
Escuela Primaria de Cholsey, en la Church Road construida en 1971.